# ششده (مقاطعة فسا)
ششده (بالفارسية: ششده) هي مدينة تقع في إيران في Sheshdeh and Qarah Bulaq District. يقدر عدد سكانها بـ 5,572 نسمة .